# ليلى مزيان
ليلى مزيان بن جلون (1938 - 13 يوليو 2024) هي طبيبة وسيدة أعمال مغربية، هي كذلك زوجة الملياردير المغربي عثمان بن جلون.

## النشأة
هي ابنة الجنرال المغربي محمد أمزيان. ولدت في بلنسية في إسبانيا. تخرجت من كلية الطب لجامعة مدريد.

## المهنة
هي رئيسة مؤسسة البنك المغربي للتجارة الخارجية.
في أكتوبر 2017، وضعت حجر أساس المتحف لفنون وتقاليد المغرب الذي يقع عند تقاطع شارع مولاي يوسف وشارع إبراهيم الروداني في الدار البيضاء. الذي كلف حوالي 79 ملايين درهم مغربي، كما أنها رئيسة المؤسسة العلوية لحماية العميان والهلال الأحمر المغربي ونائبة رئيس جمعية الأطباء في المغرب، ورئيسة مؤسسة مزيان-بن جلون.

## حياة شخصية
هي زوجة عثمان بن جلون منذ 1960 ولهما ولدين: دنيا وهي منتجة أفلام، وكمال، وهو عالِم أنثروبولوجيا ومدافع عن البيئة.